# Kálvária-kápolna (Esztergom)
Az esztergomi belvárosi Kálvária-kápolna a Vaskapu nyugati lejtőjén, az úgynevezett Kálvária-hegy tetején áll. A fák mögül kiemelkedő tornyát a város legtöbb pontjáról látni lehet. Területileg a belvárosi plébániához tartozik.

## Leírása
A kápolna neoromán stílusban épült 1900-ban, tervezője nem ismert, vélhetően Prokopp János, Esztergom megyei és városi főmérnök és érseki uradalmi főépítész lehetett. Görög kereszt alaprajzú, igénytelen, nyerstégla falazású épület. A négy egyforma homlokzat háromszögben végződik. Magas, keskeny, osztott ablakai félkörívben végződnek. A főhomlokzat közepén, a bejárat felett mélyített keretezésű ökörszem ablak található. Az egyenes záródású kapu lunettában végződik. Az ajtókeret bimbós díszítésű. A lunetta valamikori festményéből ma csak színtöredékek vehetők ki. Az ajtó gerendázatán az építkezés idejét (MDCCCC) római számokkal jelezték. A kápolna oromzatán gúlasisakos négyezeti torony ül. 2024-ben felújítása után az épület díszvilágítást kapott.

### A stációk
A tizennégy stáció terméskő alapon nyugvó téglafülke. Mindegyiken tábla jelzi stáció aktuális számát. A fülkékben vasháló és üveg mögött a keresztút jeleneteit ábrázoló, festett fülkeszobrok állnak.

### A kálvária-szoborcsoport
A kálvária-szoborcsoport magas talapzaton álló öt életnagyságú, festett kőszoborból áll. Krisztus keresztjétől jobbra Szent János apostol, balra Szűz Mária gyászoló alakjai láthatók. Kétoldalt a két lator keresztre feszítve. A Krisztus jobbján felfeszített, szemből nézve bal oldali lator arca megnyugvást fejez ki, ezt erősíti lábainak párhuzamos állása. A másik lator tehetetlen dühét fokozza a derékszögbe felrántott jobb lába, és görcsösen magasba emelt jobb karja, valamint a lefelé néző elfordított feje.